# Adelaide-i repülőtér
A Adelaide-i repülőtér (IATA: ADL, ICAO: YPAD) Ausztrália egyik nemzetközi repülőtere, amely Adelaide közelében található. Éves utasforgalma 6 416 836 fő (2022).

## Futópályák
A repülőtér futópályái:
- 05/23 (3100 m, 45 m, aszfalt)
- 12/30 (1652 m, 45 m, aszfalt)

## Forgalom
Az utasforgalom az elmúlt években az alábbi módon változott:
| Utasok száma | 2 019 781 | 1 882 230 | 3 126 314 | 3 845 292 | 4 424 324 | 5 992 802 | 7 290 604 | 7 698 864 | 8 346 303 | 6 416 836 |
|              | 1985      | 1989      | 1993      | 1997      | 2001      | 2006      | 2010      | 2014      | 2018      | 2022      |

## Légitársaságok és úticélok
2025-ben a Adelaide-i repülőtérről az alábbi járatok indulnak (Utoljára frissítve: 2025-02-22):

### Személy
| Légitársaság                       | Célállomások |
| ---------------------------------- | --- |
| Air New Zealand                    | Auckland |
| Alliance Airlines                  | Charter: Moomba, Olympic Dam |
| China Southern Airlines            | Szezonális: Guangzhou |
| Emirates                           | Dubai–International |
| Fiji Airways                       | Nadi |
| Jetstar                            | Brisbane, Cairns, Darwin, Denpasar, Gold Coast, Hobart, Melbourne, Perth, Proserpine, Sunshine Coast, Sydney                                                        |
| Malaysia Airlines                  | Kuala Lumpur–International |
| National Jet Express               | Charter: Carrapateena, Perth, Port Augusta, Prominent Hill |
| Qantas                             | Melbourne, Perth, Sydney |
| QantasLink                         | Albury, Alice Springs, Brisbane, Canberra, Darwin, Kingscote, Melbourne, Mount Gambier, Newcastle, Port Lincoln, Townsville, Whyalla Szezonális: Gold Coast, Hobart |
| Qatar Airways                      | Doha |
| Rex Airlines                       | Broken Hill, Ceduna, Coober Pedy, Mount Gambier, Port Lincoln |
| Singapore Airlines                 | Singapore |
| Virgin Australia                   | Alice Springs, Brisbane, Cairns, Canberra, Gold Coast, Melbourne, Perth, Sydney Szezonális: Hobart, Launceston                                                      |
| Virgin Australia Regional Airlines | Perth |

A Qantas Adelaide-ből külön „repülős” járatokat is üzemeltet az Antarktisz felett. Ezek a járatok egy Boeing 747-400, vagy egy Boeing 787 Dreamliner segítségével indulnak és az Antarktisz megtekintését szolgálják, mielőtt visszatérnének Ausztráliába. Ezek a járatok összesen körülbelül tizenhárom órásak.

### Cargo
| Légitársaság             | Célállomások                       |
| ------------------------ | ---------------------------------- |
| Qantas Freight           | Melbourne, Perth, Sydney           |
| Singapore Airlines Cargo | Singapore                          |
| Toll Group               | Canberra, Melbourne, Perth, Sydney |
| Virgin Australia Cargo   | Melbourne                          |